# Chael Sonnen
 (avril 2021).
La mise en forme du texte ne suit pas les recommandations de Wikipédia : il faut le « wikifier ».
Les points d'amélioration suivants sont les cas les plus fréquents. Le détail des points à revoir est peut-être précisé sur la page de discussion.
- Les titres sont pré-formatés par le logiciel. Ils ne sont ni en capitales, ni en gras.
- Le texte ne doit pas être écrit en capitales (les noms de famille non plus), ni en gras, ni en italique, ni en « petit »…
- Le gras n'est utilisé que pour surligner le titre de l'article dans l'introduction, une seule fois.
- L'italique est rarement utilisé : mots en langue étrangère, titres d'œuvres, noms de bateaux, etc.
- Les citations ne sont pas en italique mais en corps de texte normal. Elles sont entourées par des guillemets français : « et ».
- Les listes à puces sont à éviter, des paragraphes rédigés étant largement préférés. Les tableaux sont à réserver à la présentation de données structurées (résultats, etc.).
- Les appels de note de bas de page (petits chiffres en exposant, introduits par l'outil «  Source ») sont à placer entre la fin de phrase et le point final[comme ça].
- Les liens internes (vers d'autres articles de Wikipédia) sont à choisir avec parcimonie. Créez des liens vers des articles approfondissant le sujet. Les termes génériques sans rapport avec le sujet sont à éviter, ainsi que les répétitions de liens vers un même terme.
- Les liens externes sont à placer uniquement dans une section « Liens externes », à la fin de l'article. Ces liens sont à choisir avec parcimonie suivant les règles définies. Si un lien sert de source à l'article, son insertion dans le texte est à faire par les notes de bas de page.
- La présentation des références doit suivre les conventions bibliographiques. Il est recommandé d'utiliser les modèles {{Ouvrage}}, {{Chapitre}}, {{Article}}, {{Lien web}} et/ou {{Bibliographie}}. Le mode d'édition visuel peut mettre en forme automatiquement les références.
- Insérer une infobox (cadre d'informations à droite) n'est pas obligatoire pour parachever la mise en page.

Pour une aide détaillée, merci de consulter Aide:Wikification.
Si vous pensez que ces points ont été résolus, vous pouvez retirer ce bandeau et améliorer la mise en forme d'un autre article.
Chael Patrick Sonnen, né le 3 avril 1977 à Milwaukie dans l'Oregon, est un pratiquant américain d'arts martiaux mixtes (MMA). Il combattait dans la catégorie des poids mi-lourds. Il est aussi agent immobilier de profession. Aujourd’hui retraité, il est notamment consultant pour l’organisation principale de MMA, l’Ultimate Fighting Championship.
Il a commencé sa carrière professionnelle aux côtés de Randy Couture. Il a notamment réalisé des victoires notables contre Nate Marquardt, Jason Miller, Yushin Okami, Brian Stann, Michael Bisping, Maurício Rua ou Wanderlei Silva. Il est un ancien champion de lutte universitaire à l'université d'Oregon, et réserviste de l'équipe olympique des États-Unis. Il fut longtemps classé numéro 1 des poids moyens par le site Sherdog.
Chael Sonnen est notamment réputé pour ses qualités de "trash talker" avant ses combats, aimant provoquer et insulter verbalement ses adversaires.

## Parcours en arts martiaux mixtes

### Début à l'UFC
Il perd ses deux premiers combats à l'UFC contre Jeremy Horn et Renato Sobral, et combat ensuite pour diverses organisations, incluant le WEC. À la dissolution de la catégorie des poids moyens au WEC, il revient à l'UFC, pour un combat contre l'expert en jiu-jitsu brésilien, Demian Maia. Il perd par un étranglement en triangle après une amenée au sol de Maia. Il remporte ensuite ses deux combats suivants contre des combattants de bon niveau et gagne par décision unanime, grâce à sa lutte et son contrôle au sol.
À l'UFC 109, il affronte Nate Marquardt, qui est alors considéré comme le prétendant numéro un à la ceinture de champion d'Anderson Silva. Mais ce dernier est d'abord censé affronter Vitor Belfort et c'est Sonnen qui est programmé face à Marquardt. Loin d'être favori, Sonnen amène le combat au sol grâce à sa lutte et domine les trois rounds. À la fin de la troisième reprise, Marquardt place un étranglement en guillotine guillotine profonde dont Sonnen réussit finalement à s'échapper pour gagner le match à la décision.

### Combat contre Silva
Il devient donc grâce à cette victoire l'aspirant au titre d'Anderson Silva. Avant ce combat, Sonnen insulte constamment Silva et son équipe. Beaucoup voient en ces affirmations une manière de promouvoir le combat, car ce combat est jugé inintéressant par un bon nombre de personnes. Silva est en effet jugé bien supérieur, et d'un autre niveau. Or, pendant presque cinq rounds, Sonnen va littéralement dominer Silva, comme jamais il ne l'avait été, en l'amenant au sol, et en l'envoyant même au tapis à deux reprises dans le premier et le cinquième round grâce à deux directs. Sonnen se dirige vers une nouvelle victoire par décision unanime mais Silva place un étranglement en triangle puis une clé de bras dans le cinquième round. Sonnen abandonne et fera mine de ne pas avoir tapé une fois la prise relâchée par Silva, mais les ralentis prouveront le contraire et Sonnen sera suspendu. Anderson Silva a déclaré après le combat s'être blessé aux côtes pendant l'entraînement.

### Retour à la compétition
Après avoir récupéré une licence de combat après la fin de sa suspension, Sonnen reprend du service dans son style habituel. Il ne cesse de provoquer Silva ainsi que quiconque remettrait en doute sa suprématie. Il se revendique champion des poids moyens, insistant sur le fait qu'il n'avait jamais abandonné et que le fait que Silva soit une star ait influencé la décision de l'arbitre. Il explique qu'il est naturellement doté d'un taux de testostérone anormalement élevé et ce depuis toujours. Il fait même des séminaires pour militer contre le dopage. Il manifeste haut et fort vouloir « offrir » un combat revanche à Anderson Silva, qui selon lui n'est pas un homme et fuit devant le seul à l'avoir non seulement battu mais également humilié. Après plusieurs mois d'intense auto-propagande, l'UFC lui offre un combat contre Brian Stann, un sérieux client qui fait partie des possibles futur prétendants à la ceinture. Cette annonce est particulière car les deux hommes sont amis. Sonnen marque très vite son territoire par presse interposée et le combat a lieu le 8 octobre 2011 lors de l'UFC 136. Sonnen remporte le combat par soumission dans le second round après avoir dominé le combat du début à la fin en l'amenant au sol. À la fin de ce combat, Sonnen lance un défi au micro de Joe Rogan : « Anderson Silva tu crains. Si je te bat, tu quittes la catégorie middleweight définitivement. Si tu me bats, je quitte l'UFC définitivement ». Il ne dira rien d'autre.
À la suite de cette victoire, l'UFC met en place un combat entre Sonnen et l'anglais Michael Bisping, un autre top de la catégorie qui lui aussi revendique le droit d'affronter le champion. Le combat a lieu le 28 janvier 2012 lors de l'UFC on Fox 2. Le combat est très serré et Sonnen l'emporte à la décision.

### Combat revanche contre Silva
Après ces deux victoires consécutives, Sonnen redevient plus crédible aux yeux des fans et de l'UFC et obtient enfin son combat revanche contre Silva. Les mois précédant le combat, Sonnen reprend son travail de démolition médiatique, allant même jusqu'à s'en prendre à la famille du champion ainsi qu'au peuple Brésilien dans son ensemble. Le combat est un temps prévu au Brésil mais l'UFC fit machine arrière estimant que la sécurité de Sonnen ne pourrait être assurée dans ce pays. Cette décision est prise après une conférence de presse au Brésil à laquelle l'Américain participe muni de fausses lunettes, d'un faux nez et d'une fausse moustache. À la fin de la conférence, un journaliste pique Sonnen au bras avec un stylo piégé (petite décharge électrique). Cette mauvaise blague ne fait rire que les Brésiliens et le combat est finalement prévu le 7 juillet 2012 à Las Vegas lors de l'UFC 148.
Anderson Silva n'a que très rarement répondu aux attaques de Chael Sonnen. Mais une semaine avant le combat, il annonce vouloir faire à l'Américain des choses encore jamais vues dans le sport. Lors de la pesée, Silva envoie un léger coup d'épaule dans la mâchoire de Sonnen lequel semble très affecté, voir choqué. Le lendemain, Sonnen a enfin la chance de confirmer qu'il est bel et bien le champion et le meilleur du monde, chose qu'il proclame depuis près de deux ans. Le premier round ressemble étrangement au premier combat. Sonnen met rapidement Silva au sol et le frappe jusqu'à ce que la cloche sonne. Mais le deuxième se passe différemment. Sonnen prend rapidement plusieurs coups qui semblent l'affaiblir. Il trébuche après avoir tenté un coup de poing retourné et Silva en profite pour lui asséner un violent coup de genou dans le plexus. L'arbitre arrête le combat, Sonnen n'étant plus capable de se défendre.
Il est suspendu un an pour usage de produits dopants peu après ce combat.

### Retour en poids mi-lourd
Après cet échec, Sonnen tourne son animosité médiatique vers Jon Jones, le champion des poids mi-lourds. Ce dernier est censé affronter Dan Henderson pour sa prochaine défense de ceinture à la fin du mois d'août 2012. Une semaine avant le combat, Henderson annonce être blessé. Seul Sonnen se propose pour le remplacer avec si peu de temps de préparation. Mais Jones refuse ce combat, estimant que cela ne lui rapporterait rien. Les dirigeants de l'UFC semblaient, eux, très emballés par l'idée. Jones défend finalement son titre un mois plus tard contre Vitor Belfort alors que Sonnen se fait plutôt discret. Quelques semaines après, l'UFC annonce que Jones sera entraîneur dans la prochaine saison de l'émission de télé-réalité produite par l'organisation, The Ultimate Fighter, et qu'il sera donc l'adversaire de Sonnen une fois l'émission terminée. Cette annonce fait couler beaucoup d'encre, les spécialistes ne considérant pas Sonnen comme adversaire méritant par rapport aux autres combattants de la division des poids mi-lourds.
Le combat a finalement lieu le 27 avril 2013, et se termine dès le premier round par une victoire par TKO de Jones. Le champion prenant Sonnen à son propre jeu en remportant la victoire au sol et en le dominant au niveau de la lutte.
Sonnen décide de rester dans la catégorie des poids mi-lourds. Il est longtemps question d'un affrontement contre la légende Wanderlei Silva, les deux hommes se provoquant régulièrement par presse interposé. Finalement, il obtient un combat contre l'ami de celui-ci et ancien champion Maurício Rua, bénéficiant de la blessure de Antônio Rogério Nogueira qui devait affronter Rua à l'UFC 161.
Le combat est décalé de quelques semaines et se déroule le 17 août 2013, en combat principal de l'UFC Fight Night 26.
Contre toute attente, Sonnen remporte ce combat par soumission dès le premier round.
Les provocations envers Wanderlei Silva ont beau continuer, le combat ne peut avoir lieu en raison d'une blessure au dos du Brésilien. À la place, Sonnen affronte l'ancien champion Rashad Evans en second combat principal de l'UFC 167.
L'événement a lieu le 16 novembre 2013 et Sonnen perd ce combat par TKO dès le premier round.

## Controverses
Quelques jours après le combat contre Silva, Sonnen est suspendu un an, après avoir été contrôlé positif à des produits dopants avec un taux de testostérone pris à 17/1 (la normale pour un homme est de 1/1, les commissions athlétique qui surveillent le dopage acceptent des taux allant jusqu'à 6/1), suspension depuis ramenée à 6 mois. Il a également des déboires avec la justice à la suite d'une affaire de fraude fiscale liée a son métier d'agent immobilier, déboires qui le tiennent éloigné de la compétition quelque temps.

## Palmarès en arts martiaux mixtes
| 49 combats     | 31 victoires | 17 défaites |
| Par KO         | 8            | 7           |
| Par soumission | 4            | 9           |
| Sur décision   | 19           | 1           |
| Égalités       | 1            | 1           |

| Résultat | Record  | Adversaire         | Méthode                                        | Événement                                     | Date              | Round | Temps | Lieu                                    | Notes |
| -------- | ------- | ------------------ | ---------------------------------------------- | --------------------------------------------- | ----------------- | ----- | ----- | --------------------------------------- | --- |
| Défaite  | 30-17-1 | Lyoto Machida      | TKO (coup de genou sauté et coups de poing)    | Bellator 222 : MacDonald vs. Gracie           | 14 juin 2019      | 2     | 0:22  | New York, États-Unis                    | |
| Défaite  | 30-16-1 | Fedor Emelianenko  | TKO (coups de poing)                           | Bellator 208 : Fedor vs. Sonnen               | 13 octobre 2018   | 1     | 4:46  | Uniondale, New York, États-Unis         | Demi-finale du Grand Prix poids lourds du Bellator. |
| Victoire | 30-15-1 | Quinton Jackson    | Décision unanime                               | Bellator 192 : Rampage vs. Sonnen             | 20 janvier 2018   | 3     | 5:00  | Inglewood, Californie, États-Unis       | Début en poids lourds. Quart de finale du Grand Prix poids lourds du Bellator.                                                                                  |
| Victoire | 29-15-1 | Wanderlei Silva    | Décision unanime                               | Bellator NYC: Sonnen vs. Silva / Bellator 180 | 24 juin 2017      | 3     | 5:00  | New York, État de New York, États-Unis  | |
| Défaite  | 28-15-1 | Tito Ortiz         | Soumission (étranglement arrière)              | Bellator 170 : Ortiz vs. Sonnen               | 21 janvier 2017   | 1     | 2:03  | Inglewood, Californie, États-Unis       | |
| Défaite  | 28-14-1 | Rashad Evans       | TKO (coups de poing)                           | UFC 167 : St-Pierre vs. Hendricks             | 16 novembre 2013  | 1     | 4:05  | Las Vegas, Nevada, États-Unis           | |
| Victoire | 28-13-1 | Maurício Rua       | Soumission (étranglement en guillotine)        | UFC Fight Night 26: Shogun vs. Sonnen         | 17 août 2013      | 1     | 4:47  | Boston, Massachusetts, États-Unis       | Soumission de la soirée |
| Défaite  | 27-13-1 | Jon Jones          | TKO (coups de coude et coups de poing)         | UFC 159 : Jones vs. Sonnen                    | 27 avril 2013     | 1     | 4:33  | Newark, New Jersey, États-Unis          | Retour en poids mi-lourd Pour le titre des poids mi-lourds de l'UFC.                                                                                            |
| Défaite  | 27-12-1 | Anderson Silva     | TKO (coup de genou au corps et coups de poing) | UFC 148 : Silva vs. Sonnen II                 | 7 juillet 2012    | 2     | 1:55  | Las Vegas, Nevada, États-Unis           | Pour le titre des poids moyens de l'UFC. |
| Victoire | 27-11-1 | Michael Bisping    | Décision unanime                               | UFC on Fox: Evans vs. Davis                   | 28 janvier 2012   | 3     | 5:00  | Chicago, Illinois, États-Unis           | |
| Victoire | 26-11-1 | Brian Stann        | Soumission (étranglement bras/tête)            | UFC 136 : Edgar vs. Maynard III               | 8 octobre 2011    | 2     | 2:35  | Houston, Texas, États-Unis              | |
| Défaite  | 25-11-1 | Anderson Silva     | Soumission (clé de bras dans le triangle)      | UFC 117 : Silva vs. Sonnen                    | 7 août 2010       | 5     | 3:10  | Oakland, Californie, États-Unis         | Pour le titre des poids moyens de l'UFC. Combat de la soirée Sonnen est contrôlé avec un taux de testostérone à 17/1 et suspendu un an à la suite de ce combat. |
| Victoire | 25-10-1 | Nate Marquardt     | Décision unanime                               | UFC 109 : Relentless                          | 6 février 2010    | 3     | 5:00  | Las Vegas, Nevada, États-Unis           | Combat de la soirée |
| Victoire | 24-10-1 | Yushin Okami       | Décision unanime                               | UFC 104 : Machida vs. Shogun                  | 24 octobre 2009   | 3     | 5:00  | Los Angeles, Californie, États-Unis     | |
| Victoire | 23-10-1 | Dan Miller         | Décision unanime                               | UFC 98: Evans vs. Machida                     | 23 mai 2009       | 3     | 5:00  | Las Vegas, Nevada, États-Unis           | |
| Défaite  | 22-10-1 | Demian Maia        | Soumission (étranglement en triangle)          | UFC 95: Sanchez vs. Stevenson                 | 21 février 2009   | 1     | 2:37  | Londres, Angleterre                     | |
| Victoire | 22-9-1  | Paulo Filho        | Décision unanime                               | WEC 36                                        | 5 novembre 2008   | 3     | 5:00  | Hollywood, Californie, États-Unis       | Le titre n'est pas remis en jeu car Filho a manqué la pesée 189 lb (86 kg).                                                                                     |
| Victoire | 21-9-1  | Bryan Baker        | Décision unanime                               | WEC 33                                        | 26 mars 2008      | 3     | 5:00  | Las Vegas, Nevada, États-Unis           | |
| Défaite  | 20-9-1  | Paulo Filho        | Soumission (clé de bras)                       | WEC 31                                        | 12 décembre 2007  | 2     | 4:55  | Las Vegas, Nevada, États-Unis           | Pour le titre des poids moyens du WEC. |
| Victoire | 20-8-1  | Kyacey Uscola      | TKO (coups de poing)                           | SportFight 20: Homecoming                     | 27 octobre 2007   | 1     | NC    | Portland, Oregon, États-Unis            | |
| Victoire | 19-8-1  | Amar Suloev        | TKO (coups de poing)                           | Bodog Fight: Alvarez vs. Lee                  | 14 juillet 2007   | 2     | 3:33  | Trenton, New Jersey, États-Unis         | |
| Victoire | 18-8-1  | Tim McKenzie       | Soumission (étranglement anaconda)             | Bodog Fight: Costa Rica                       | 18 février 2007   | 1     | 0:13  | Costa Rica                              | |
| Victoire | 17-8-1  | Alexey Oleinik     | Décision unanime                               | Bodog Fight: USA vs. Russia                   | 2 décembre 2006   | 3     | 5:00  | Vancouver, Colombie-Britannique, Canada | |
| Victoire | 16-8-1  | Tim Credeur        | TKO (coups de poing)                           | Bodog Fight: To the Brink of War              | 22 août 2006      | 1     | 2:18  | Costa Rica                              | |
| Défaite  | 15-8-1  | Jeremy Horn        | Soumission (clé de bras)                       | UFC 60: Hughes vs. Gracie                     | 27 mai 2006       | 2     | 1:17  | Los Angeles, Californie, États-Unis     | |
| Victoire | 15-7-1  | Trevor Prangley    | Décision unanime                               | Ultimate Fight Night 4                        | 6 avril 2006      | 3     | 5:00  | Las Vegas, Nevada, États-Unis           | Retour en poids moyen |
| Défaite  | 14-7-1  | Renato Sobral      | Soumission (étranglement en triangle)          | UFC 55: Fury                                  | 7 octobre 2005    | 2     | 1:20  | Uncasville, Connecticut, États-Unis     | Début en poids mi-lourd |
| Victoire | 14-6-1  | Tim Williams       | TKO (coups de poing)                           | SF 12: Rumble At The Rose Garden              | 9 juillet 2005    | 1     | 3:59  | Portland, Oregon, États-Unis            | |
| Victoire | 13-6-1  | Adam Ryan          | TKO (coups de poing)                           | Euphoria: USA vs. World                       | 26 février 2005   | 1     | 3:49  | Atlantic City, New Jersey, États-Unis   | |
| Défaite  | 12-6-1  | Terry Martin       | TKO (arrêt du coin)                            | XFO 4: International                          | 3 décembre 2004   | 2     | 5:00  | Comté de McHenry, Illinois, États-Unis  | |
| Victoire | 12-5-1  | Alex Stiebling     | Décision unanime                               | WEC 12                                        | 21 octobre 2004   | 3     | 5:00  | Lemoore, Californie, États-Unis         | |
| Défaite  | 11-5-1  | Jeremy Horn        | Soumission (étranglement en guillotine)        | SF 6: Battleground In Reno                    | 23 septembre 2004 | 2     | 2:35  | Reno, Nevada, États-Unis                | |
| Défaite  | 11-4-1  | Keiichiro Yamamiya | Décision majoritaire                           | Pancrase: 2004 NeoBlood Tournament Final      | 25 juillet 2004   | 3     | 5:00  | Tokyo, Japon                            | |
| Défaite  | 11-3-1  | Jeremy Horn        | TKO (coupure)                                  | Extreme Challenge 57                          | 6 mai 2004        | 1     | 3:44  | Council Bluffs, Iowa, États-Unis        | |
| Victoire | 11-2-1  | Justin Bailey      | KO (coup de genou sauté)                       | ROTR: Rage on the River                       | 17 avril 2004     | 1     | 2:54  | Redding, Californie, États-Unis         | |
| Victoire | 10-2-1  | Arman Gambaryan    | Décision unanime                               | Euphoria: Russia vs. USA                      | 13 mars 2004      | 3     | 5:00  | Atlantic City, New Jersey, États-Unis   | |
| Victoire | 9-2-1   | Homer Moore        | Décision unanime                               | ROTR 4.5: Proving Grounds 1                   | 27 décembre 2003  | 2     | 5:00  | Hilo, Hawaï, États-Unis                 | |
| Victoire | 8-2-1   | Greg Curnut        | Soumission (coups de poing)                    | FCFF: Rumble At Roseland 10                   | 13 décembre 2003  | 1     | 1:07  | Portland, Oregon, États-Unis            | |
| Victoire | 7-2-1   | Jason Lambert      | Décision unanime                               | Gladiator Challenge 20                        | 13 novembre 2003  | 3     | 5:00  | Colusa, Californie, États-Unis          | |
| Défaite  | 6-2-1   | Forrest Griffin    | Soumission (étranglement en triangle)          | IFC: Global Domination                        | 6 septembre 2003  | 1     | 2:25  | Denver, Colorado, États-Unis            | |
| Égalité  | 6-1-1   | Akihiro Gono       | Égalité                                        | Pancrase: Hybrid 2                            | 16 février 2003   | 2     | 5:00  | Osaka, Japon                            | |
| Défaite  | 6-1     | Trevor Prangley    | Soumission technique (clé de bras)             | XFA 5: Redemption                             | 25 janvier 2003   | 1     | NC    | West Palm Beach, Floride, États-Unis    | |
| Victoire | 6-0     | Justin Hawes       | TKO (coups de poing)                           | UFCF: Rumble In Rochester                     | 24 août 2002      | 2     | 0:37  | Rochester, Washington, États-Unis       | |
| Victoire | 5-0     | Jesse Ault         | Décision unanime                               | RFC 1: The Beginning                          | 13 juillet 2002   | 3     | 5:00  | Las Vegas, Nevada, États-Unis           | |
| Victoire | 4-0     | Scott Shipman      | Soumission (étranglement avec l'avant-bras)    | Dangerzone: Caged Heat                        | 13 avril 2002     | 2     | 7:08  | New Town, Dakota du Nord, États-Unis    | |
| Victoire | 3-0     | Jesse Ault         | Décision unanime                               | Dangerzone: Caged Heat                        | 13 avril 2002     | 2     | 5:00  | New Town, Dakota du Nord, États-Unis    | |
| Victoire | 2-0     | Jason Miller       | Décision unanime                               | HFP 1: Rumble On The Reservation              | 30 mars 2002      | 2     | 5:00  | Anza, Californie, États-Unis            | |
| Victoire | 1-0     | Ben Hailey         | Décision unanime                               | Battle of Fort Vancouver                      | 10 mai 1997       | 1     | NC    | Vancouver, Washington, États-Unis       | |